# The Descent
Pour les articles homonymes, voir Descent.
Série
The Descent 2
(2009)
Pour plus de détails, voir Fiche technique et Distribution.
The Descent, ou La Descente au Québec, est un film d'horreur britannique écrit et réalisé par Neil Marshall, sorti en 2005.
Il raconte l'histoire de six femmes qui, en faisant de la spéléologie, se retrouvent piégées à cause d'un éboulement dans un système de grottes non cartographié dans les Appalaches. En essayant de trouver une sortie, elles se rendent compte qu'elles ne sont pas seules dans les grottes et, très vite, sont pourchassées par des créatures humanoïdes carnivores qui se sont adaptées à leur environnement souterrain. Le film a reçu un très bon accueil à la fois de la part du public et des critiques et est régulièrement considéré par la critique comme l'un des meilleurs films d'horreur des années 2000.
The Descent est classé 6e meilleur film d'horreur du XXIe siècle par Empire Magazine et il obtient la 13e place du classement de Rolling Stone Magazine.

## Synopsis
Sarah, Juno et Beth, trois jeunes femmes très sportives, font du rafting en Écosse, attendues par Paul et Jessica, le mari et la fille de Sarah. Paul échange un coup d'œil évocateur avec Juno avant de partir en voiture avec Sarah et Jessica. Sur le chemin du retour, Paul est distrait et entre en collision avec un autre véhicule. Paul et Jessica sont tués alors que Sarah survit.
Un an plus tard, Sarah, encore très touchée moralement, Juno et Beth retrouvent deux amies à elles, Rebecca et sa sœur Sam, ainsi que Holly, la nouvelle protégée de Juno, dans un chalet des Appalaches, en Caroline du Nord, pour faire de la spéléologie. Le lendemain, les six jeunes femmes partent explorer un réseau de grottes classées comme faciles mais un étroit passage s'effondre brusquement derrière elles, et Juno avoue peu après, à la stupéfaction et la colère des autres, qu'elle les a conduites dans un réseau de grottes inexplorées à la place de celui qui était convenu, afin qu'elles connaissent une véritable aventure toutes ensemble. Peu après, elles découvrent des dessins muraux et de l'équipement de spéléologie assez ancien, ce qui suggère qu'une autre sortie existe (malgré les doutes de Juno puisque les grottes auraient été recensées si une expédition en était sortie vivante).
En pensant voir la lueur du jour, Holly tombe dans un trou profond et se brise une jambe. Sam, qui étudie la médecine, lui fait une attelle rudimentaire alors que Sarah voit fugitivement une créature humanoïde à l'aspect repoussant. Une autre de ces créatures attaque le groupe peu après et tranche la gorge d'Holly, semant la panique et faisant se disperser les jeunes femmes. Sam et Rebecca partent de leur côté, Sarah tombe dans un conduit et est assommée, alors que Juno tente de défendre Holly mais, en se croyant attaquée par-derrière, donne un coup de piolet qui transperce le cou de Beth. Beth, en tombant, arrache le pendentif que porte Juno, qui, sous le choc, l'abandonne à son sort.
Juno retrouve Rebecca et Sam et tue une créature qui s'en prenait à elles. Toutes les trois partent à la recherche de Sarah qui, après avoir récupéré, revient dans la grotte où elles ont été attaquées et trouve Beth agonisante. Beth lui dit péniblement que c'est Juno qui l'a mise dans cet état et lui montre pour preuve le pendentif qu'elle lui a arraché. Sur celui-ci, Sarah découvre une inscription qui était la phrase favorite de Paul et comprend que Juno et lui étaient amants. Beth lui demande alors d'abréger ses souffrances, ce que fait Sarah. Celle-ci, désormais transfigurée, rencontre ensuite deux créatures et les tue toutes les deux. Pendant ce temps, Juno, Rebecca et Sam sont attaquées par tout un groupe de créatures. Rebecca et Sam sont tuées alors que Juno parvient à s'enfuir.
Sarah retrouve Juno, lui cachant ce qu'elle sait à son sujet, et toutes deux explorent les grottes avant d'être à nouveau attaquées par quelques créatures, qu'elles éliminent toutes. Après le combat, Sarah révèle à Juno son pendentif et lui transperce la jambe avec son piolet. Alors qu'un important groupe de créatures arrive, Sarah abandonne Juno à son sort. Juno arrache le piolet de sa jambe et tente de faire face aux créatures mais Sarah entend ses cris, puis le silence.
Sarah tombe à nouveau dans un conduit et perd connaissance pour la deuxième fois. À son réveil, elle finit par trouver une sortie et regagne la surface. Elle rejoint sa voiture mais voit peu après Juno, ensanglantée, assise à côté d'elle. Sarah se réveille en hurlant, ce n'était qu'un rêve : elle se trouve toujours dans les grottes. Elle commence à avoir des hallucinations de sa fille et il apparaît qu'elle est désormais très loin sous la surface et qu'elle commence à perdre la raison.

## Fiche technique
- Titre original : The Descent
- Titre québécois : La Descente
- Réalisation : Neil Marshall
- Scénario : Neil Marshall
- Décors : Simon Bowles
- Costumes : Nancy Thompson
- Photographie : Sam McCurdy
- Montage : Jon Harris
- Musique : David Julyan
- Production : Christian Colson
- Société de production : Celador Films
- Sociétés de distribution : Pathé Distribution (Royaume-Uni), La Fabrique de films (France), Lionsgate (États-Unis), eOne (Canada)
- Budget : 3 500 000 de livres[3]
- Pays d'origine : Royaume-Uni
- Langue originale : anglais
- Format : couleur - 2.35 : 1 - Dolby EX 6.1 - 35 mm
- Genre : horreur
- Durée : 100 minutes
- Dates de sortie : 
  -  Royaume-Uni : 8 juillet 2005
  -  France,  Suisse romande : 12 octobre 2005
  -  Belgique : 15 mars 2006
  -  Canada : 4 août 2006
- Classification : Film interdit aux moins de 16 ans en France et au Québec

## Distribution
- Shauna Macdonald (VF : Nathalie Régnier ; VQ : Pascale Montreuil) : Sarah Carter
- Natalie Mendoza (VF : Karine Foviau ; VQ : Marika Lhoumeau) : Juno « June » Kaplan
- Alex Reid (VF : Danièle Douet ; VQ : Isabelle Payant) : Elizabeth "Beth" O'Brien
- Saskia Mulder (VF : Annabelle Roux ; VQ : Nadia Paradis) : Rebecca Vernet
- MyAnna Buring (VF : Nathalie Spitzer ; VQ : Émilie Bibeau) : Samantha "Sam" Vernet
- Nora-Jane Noone (VF : Stéphanie Lafforgue ; VQ : Camille Cyr-Desmarais) : Holly
- Oliver Milburn (VQ : Frédéric Paquet) : Paul Carter
- Molly Kayll : Jessica Carter

Sources doublage : VoxoFilm (VF) et doublage.qc.ca (VQ)

## Production
À la suite du succès d'estime rencontré par Dog Soldiers, le réalisateur Neil Marshall reçoit plusieurs propositions pour diriger d'autres films d'horreur. Tout d'abord inquiet à l'idée d'être catalogué comme réalisateur de films d'horreur, il finit par donner son accord pour scénariser et réaliser The Descent, estimant que ce film est très différent de son précédent. En effet, les rares critiques concernant Dog Soldiers étaient que le film ne se prenait pas assez au sérieux et Marshall voit là un défi à relever, l'opportunité de réaliser un film très sombre.
Il décide de donner les rôles principaux uniquement à des femmes, allant ainsi à l'encontre du projet original qui prévoyait des acteurs des deux sexes, après qu'un associé lui eut fait la remarque que les films d'horreur n'avaient quasiment jamais de casting entièrement féminin. Afin d'éviter les clichés, Marshall demande conseil à des amies pour rendre ses personnages plus crédibles, expliquant par la suite que « les femmes discutent entre elles de ce qu'elles ressentent à propos de la situation dans laquelle elles se trouvent, ce que les militaires de Dog Soldiers n'auraient jamais fait ». Marshall attribue aussi des accents bien distincts aux personnages afin d'accentuer les différences entre elles et de donner au film une audience plus internationale que le très britannique Dog Soldiers, et il choisit donc d'engager des actrices venant de différents pays. Nora-Jane Noone est la seule actrice à être choisie rapidement, toutes les autres devant passer à travers d'intenses séances de casting.
Le tournage se déroule du 6 décembre 2004 au 5 février 2005. Bien que la quasi-totalité du film soit censée se passer aux États-Unis, le tournage se déroule entièrement au Royaume-Uni. Les extérieurs sont tournés à Berkhamsted et Tring, dans l'Hertfordshire, et dans la région de Perth and Kinross, en Écosse, alors que le tournage des intérieurs a lieu dans des décors construits aux Pinewood Studios, près de Londres. Les grottes sont reconstituées en studio car la production considère trop dangereux et trop onéreux de tourner dans de véritables grottes. L'éclairage est limité avec soin non seulement pour contribuer à l'ambiance mais aussi pour cacher le fait que certains éléments du décor sont réutilisés plusieurs fois.
Neil Marshall cite des films tels que Massacre à la tronçonneuse, The Thing et Délivrance comme influences directes pour l'ambiance du film. Il déclare à ce sujet : « Nous voulions vraiment que la tension monte lentement, à l'inverse de tous les films d'horreur américains que l'on voit maintenant et qui font monter la tension rapidement mais ne peuvent pas la maintenir. Nous voulions montrer tout ce qu'il y a de terrible dans ces grottes, l'obscurité, la descente dans les ténèbres, la claustrophobie. Puis, alors que la situation ne pourrait pas être pire, elle empire encore ». Marshall a dit aussi à la Mostra de Venise 2006 qu'il a été inspiré par des films d'horreur italiens, en particulier de Lucio Fulci et Dario Argento, au niveau de l'utilisation de l'éclairage.
Le film était à l'origine programmé pour sortir au Royaume-Uni à la fin de l'année 2005 ou au début de l'année 2006 mais le tournage d'un film américain à l'environnement similaire, La Crypte, tournage ayant commencé six mois avant celui de The Descent, incite les producteurs à accélérer la production du film afin qu'il puisse sortir avant La Crypte. La campagne de promotion du film est interrompue par les attentats du 7 juillet 2005 à Londres. Les publicités présentes sur les bus et dans les métros londoniens, montrant une femme terrifiée hurlant dans un tunnel, sont enlevées et Pathé, la société de distribution, envisage de retarder la sortie du film avant de choisir de maintenir la date prévue et d'organiser une promotion entièrement différente qui met l'accent sur le combat livré par les héroïnes du film et non sur la peur.
La version américaine du film, sortie le 4 août 2006, est légèrement différente de l'originale puisqu'elle se termine avec Sarah voyant Juno ensanglantée dans la voiture à côté d'elle, la dernière minute de la version originale étant supprimée. Cette fin différente résulte de la décision du distributeur nord-américain du film, Lions Gate Film, qui a estimé que la fin originale était trop sombre et désespérée pour le public américain. Neil Marshall a déclaré qu'il ne comprenait pas vraiment cette décision, d'autant plus que le reste du monde avait déjà vu la version originale, et que la fin américaine n'était pas un happy-end pour autant, mais que ce n'était après tout pas son problème.

## Les créatures
Les héroïnes du film se trouvent confrontées à des créatures humanoïdes vivant dans les grottes, qui ont été désignées sous le nom de Crawlers par l'équipe du film. Neil Marshall décrit les Crawlers comme des hommes des cavernes qui ne sont jamais montés à la surface, expliquant à ce sujet qu'« ils ont évolué dans cet environnement souterrain depuis des milliers d'années et s'y sont parfaitement adaptés. Ils ont perdu le sens de la vue mais ont en contrepartie un odorat et une ouïe très développés et fonctionnent très bien dans l'obscurité totale. Ce sont également des experts en escalade, et ils peuvent grimper n'importe quelle paroi rocheuse ». Le réalisateur a caché aux actrices le design des créatures jusqu'au moment de tourner la première scène avec elles afin que leur réaction soit plus naturelle. Natalie Mendoza explique à ce sujet : « Quand le moment est venu, j'ai bien failli mouiller ma culotte. J'ai ensuite couru partout en riant de façon hystérique et en essayant de cacher le fait que j'étais assez effrayée. Même après la première scène, nous ne nous sommes jamais vraiment senties à l'aise avec [les créatures] ».
Marshall a également tenu à inclure des femelles et des enfants parmi les créatures, expliquant que « c'est une communauté et j'ai pensé que c'était bien plus crédible que d'en faire des monstres classiques. Cela n'aurait aucun sens s'ils avaient tous été des mâles, et j'ai voulu créer un contexte réaliste. Je voulais que ce soit des spécimens très sauvages et très primaires mais qu'ils soient proches des humains. Je ne voulais pas qu'ils aient l'air totalement étrangers à l'espèce humaine car les humains sont ce qu'il y a de plus effrayant ». Paul Hyett, maquilleur et créateur de prothèses, s'est chargé du design des Crawlers. Ils avaient à l'origine un aspect plus animal et une peau d'un blanc laiteux mais leur apparence est devenue plus humaine et un aspect plus sale a été donné à leur peau. Il était aussi prévu que leur peau soit phosphorescente mais cela donnait un effet trop lumineux dans cet environnement sombre et cet aspect a été supprimé afin qu'ils puissent se fondre dans les ombres.
Rene Rodriguez, du Miami Herald, décrit les Crawlers comme des « créatures des cavernes aveugles et grognantes, ressemblant à des parents plus grands de Gollum ». David Germain, de l'Associated Press, note qu'ils « ont évolué pour s'adapter à leur environnement. Ils sont aveugles en raison de l'obscurité dans laquelle ils vivent, leur peau est grise et visqueuse, et leurs oreilles ressemblent à celles de chauves-souris ». Les Crawlers sont sexuellement dimorphiques, les mâles étant totalement chauves alors que les femelles ont une chevelure sombre et épaisse. Ils s'aventurent à la surface uniquement la nuit pour chasser du gibier avant de ramener leurs proies dans les grottes.

## Accueil

### Box-office
Le film a connu un important succès commercial comparativement à son budget puisqu'il a rapporté 57 029 609 $ au box-office mondial (dont 26 024 456 $ aux États-Unis). Il a rapporté 4 838 455 $ au Royaume-Uni et aurait sans doute fait un meilleur score si sa sortie n'avait pas coïncidé de façon malheureuse avec les attentats du 7 juillet 2005 à Londres. Il a réalisé 374 762 entrées en France, 32 641 au Québec, 21 832 en Belgique et 20 892 en Suisse.

### Accueil critique
Il a été très bien accueilli par la critique, recueillant 86 % de critiques favorables, avec un score moyen de 7,4⁄10 et sur la base de 187 critiques collectées, sur le site Rotten Tomatoes. Sur le site Metacritic, il obtient un score de 71⁄100, sur la base de 30 critiques collectées. Time Out le classe en 2016 à la 51e place des meilleurs films d'horreur de tous les temps. Slant Magazine le classe en 2011 à la 7e place des meilleurs films d'horreur du 21e siècle, et The A.V. Club le classe également à la 7e place d'une liste similaire en 2015.
Jim Emerson, du Chicago Sun-Times a donné au film la note maximale, écrivant : « C'est le film passionnant et plein de fraîcheur que je voulais voir depuis des mois. Ou même depuis des années ». Manohla Dargis, du New York Times, estime qu'il s'agit de « l'un des meilleurs films d'horreur de ces dernières années » et se réjouit de l'atmosphère de claustrophobie qui se dégage du film. Le site web spécialisé Bloody Disgusting classe le film à la 3e place de sa liste des 20 meilleurs films d'horreur de la décennie avec en commentaire : « The Descent fait partie du genre le plus pur du film d'horreur - impitoyable, implacable, ne faisant preuve d'aucune pitié ».
Parmi les critiques négatives, Lawrence Tierney, du Charlotte Observer, pense que la faiblesse du film réside dans son échec à expliquer l'évolution des créatures, et trouve que leur aspect répugnant semble donner l'autorisation aux humains de les tuer sans paraître antipathiques pour autant. Alors que Michael Wilmington, du Chicago Tribune, pense que les créatures auraient dû être absentes du film, les trouvant peu crédibles.
En France, les critiques ont également été généralement très positives. Pour Vincent Malausa, des Cahiers du cinéma, il s'agit de l'« un des deux ou trois meilleurs films d'horreur de ces dernières années », notamment grâce à ses « trouvailles graphiques », et  où « la simplicité frontale du découpage et des cadres » s'oppose à « une science du geste et du mouvement qui permet au cinéaste de jouer sur le double registre du caché et du survisible ». Yannick Dahan, de Positif, considère que c'est le film « le plus barbare et le plus terrifiant qu'on ait pu voir depuis des lustres », « un monument de tension palpable à défaut d'être un film d'une originalité folle » qui s'appuie sur un « récit bien rythmé qui alterne avec brio suspense insoutenable et retournements de situation inédits » mais dont le point faible réside dans ses « combats découpés n'importe comment ». Pour Gérard Delorme, de Première, « la peur n'a pas été aussi bonne depuis longtemps » ; pour Guillemette Olivier-Odicino, de Télérama, le film est « d'une constante et traumatisante efficacité » ; Stéphane Benaïm, de L'Écran fantastique, évoque « un monde de noirceur absolue dont il sera difficile de sortir indemne » ; Vincent Ostria, de L'Humanité, « une vraie vision d'horreur primitive » ; Alexis Bernier, de Libération, un condensé de « terreurs primaires ».
Seuls Emanuel Pierrat, du magazine Elle, pour qui les héroïnes sont victimes « des pires clichés d'un dialoguiste », et Emmanuèle Frois, du Figaroscope, pour qui c'est « une œuvre très gore et ridicule », délivrent des critiques négatives.

## Distinctions

### Récompenses
| Année                                | Cérémonie ou récompense | Prix          | Lauréat(es) |
| ------------------------------------ | ----------------------- | ------------- | ----------- |
| 2005                                 |                         |               |             |
| British Independent Film Awards      | Meilleur réalisateur    | Neil Marshall |             |
| British Independent Film Awards      | Meilleur technicien     | Jon Harris    |             |
| 2006                                 |                         |               |             |
| Empire Awards                        | Meilleur film d'horreur |               |             |
| Evening Standard British Film Awards | Meilleur technicien     | Neil Marshall |             |
| Festival du film de Philadelphie     | Prix du public          |               |             |
| 2007                                 |                         |               |             |
| Saturn Awards                        | Meilleur film d'horreur |               |             |

### Nominations
| Année                              | Cérémonie ou récompense               | Prix                             | Nommé(es) |
| ---------------------------------- | ------------------------------------- | -------------------------------- | --------- |
| 2005                               |                                       |                                  |           |
| British Independent Film Awards    | Meilleur film britannique             |                                  |           |
| Irish Film and Television Awards   | Meilleure actrice dans un second rôle | Nora-Jane Noone                  |           |
| 2006                               |                                       |                                  |           |
| Empire Awards                      | Meilleur film britannique             |                                  |           |
| Empire Awards                      | Meilleure scène                       | Scène de l'attaque des créatures |           |
| London Critics Circle Film Awards  | Meilleur film britannique             |                                  |           |
| London Critics Circle Film Awards  | Meilleur réalisateur britannique      | Neil Marshall                    |           |
| London Critics Circle Film Awards  | Meilleur producteur britannique       | Christian Colson                 |           |
| 2007                               |                                       |                                  |           |
| Saturn Awards                      | Meilleure actrice                     | Shauna Macdonald                 |           |
| Saturn Awards                      | Meilleur maquillage                   | Paul Hyett et Vicki Lang         |           |
| Online Film Critics Society Awards | Meilleur nouveau réalisateur          | Neil Marshall                    |           |

## Suite
Une suite, The Descent 2, est sortie en 2009 au cinéma. Cette suite, qui n'a pas le même réalisateur, ne tient pas compte de la version originale du film : elle se base sur sa version sortie uniquement aux États-Unis ne comportant pas la fin alternative supprimée dans laquelle Sarah est toujours dans les grottes et hallucine en voyant sa fille.